# I Am Because We Are
I Am Because We Are —en español: Yo soy, porque nosotros somos— es un documental estrenado en 2008 que trata acerca de los niños huérfanos del sida en África. Fue dirigido por Nathan Rissman, y el proceso de escritura y producción estuvo a cargo de Madonna a través de su compañía Semtex Films.
El documental se estrenó en la séptima edición del Festival de cine de Tribeca celebrada el 24 de abril de 2008 en la ciudad de Nueva York y en la 61° edición del Festival de Cannes en Francia durante el 21 de mayo del mismo año. El 1 de diciembre de 2008, se transmitió por Sundance Channel de los Estados Unidos por motivo del día mundial de la lucha contra el Sida. El 26 de marzo de 2009, el filme fue subido por Madonna y su equipo a YouTube y Hulu.
I Am Because We Are recibió reseñas generalmente positivas de parte de la prensa. Además, ganó el premio VH1 Do Something en la categoría Docu Style en 2010, otorgado por VH1.

## Orígenes y desarrollo
Una activista y empresaria originaria de Malaui llamada Victoria Keelan contactó a Madonna y le sugirió ayudar a los niños de su país, luego de que la cantante lo visitara en abril del 2006. La artista empezó a investigar sobre la crisis que Keelan le comentó, una nación de África que para ese entonces, contaba con más de doce millones de habitantes y de ellos, un millón eran huérfanos, especialmente por problemas como el Sida. Ese mismo año, Madonna fundó la organización de ayuda, Raising Malawi con el fin de construir orfanatos, facilitar medicinas e iniciar proyectos de escuelas para los niños. Además, adoptó a un niño de 13 meses llamado David Banda, de quien su madre había muerto de Sida, tan solo una semana después de haberlo concebido. Madonna convocó a Nathan Rissman, quien trabajaba para ella como jardinero, asistente y hasta de niñero para dirigir la cinta.
En julio de 2007, se dio a conocer que Madonna y el entonces director debutante, Nathan Rissman estaban realizando un documental con el fin de sensibilizar y efectuar cambios en África, así como dar a conocer los sentimientos de los niños huérfanos por el Sida. «Tienes grandes momentos de desesperación e inspiración al mismo tiempo», comentó la artista. Mientras presentaba su película debut, Filth and Wisdom en febrero del 2008 durante el Festival Internacional de Cine de Berlín, Madonna aseguró que habría que esperar ver el documental hasta la edición del Festival de Cannes.

## Título
El título fue tomado de la filosofía africana de Ubuntu, derivada de un discurso del arzobispo Desmond Tutu, originario de la Ciudad del Cabo. En español, I Am Because We Are significa Yo soy (o soy), porque nosotros somos. La idea central de esta frase es que en la espiritualidad africana, significa que todos estamos conectados, no podemos ser nosotros mismos sin comunidad, la salud y la fe siempre se comparte con los demás, así que se queda atrapada en el bienestar de los otros. En Malaui, esta filosofía africana es conocida como «UMunthu» que en idioma Chichewa es «kali kokha nkanyama, tili awiri ntiwanthu» («cuando te encuentras contigo mismo, es tan bueno como un animal de la naturaleza; cuando hay dos de ti, formas una comunidad»).

## Producción y trama
Madonna fue la que se encargó de escribir, producir y narrar el documental que tiene una trama general sobre los niños que se han quedado huérfanos por la muerte de sus padres a causa del Sida. Estuvo dirigido por el director debutante, Nathan Rissman. Se le filmó en formato de 35mm y tiene un duración total de 85 minutos. En el documental, aparecen el expresidente de los Estados Unidos, Bill Clinton y el arzobispo, Desmond Tutu.
Según Perez Hilton, el documental destaca el trabajo de la organización de Madonna, Raising Malawi. El equipo de producción comentó que «esto no es sólo una historia sobre los huérfanos en Malaui , sino de responsabilidad global y de la interconexión humana».

## Estreno

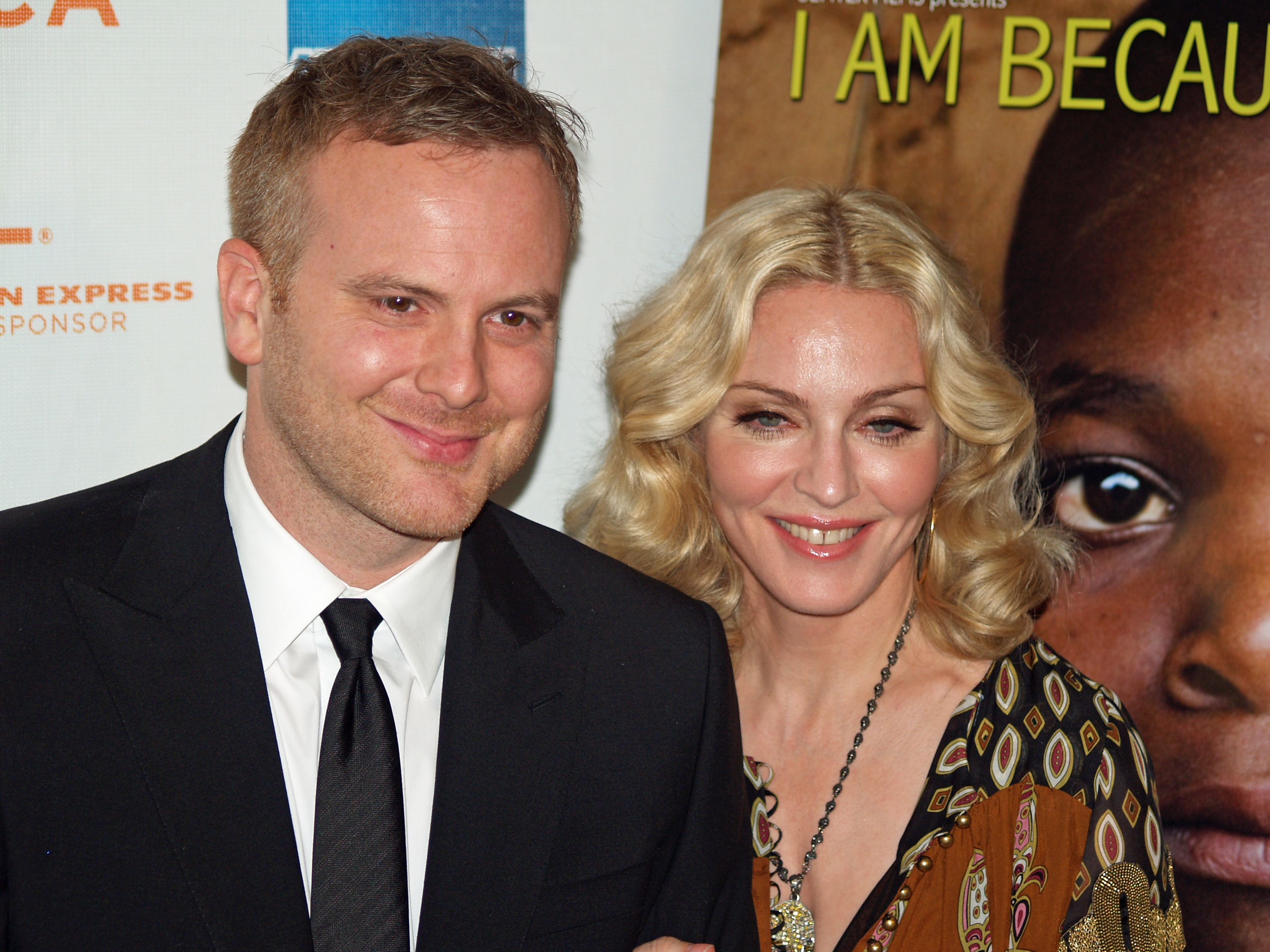
Madonna y Nathan Rissman en la premier del documental en el Festival de cine de Tribeca.

I Am Because We Are se estrenó por primera vez en el Festival de cine de Tribeca celebrada el 24 de abril de 2008 en la ciudad de Nueva York. Al finalizar la rotación del documental, tanto Madonna como Nathan Rissman contestaron preguntas hechas por el público. En una oportunidad, la artista respondió: «No sé lo que hace nuestro gobierno, fuera de hundirnos en una deuda más grande y destruir otros países».
La artista también presentó el documental en el Festival de Cannes el 21 de mayo del mismo año. Al evento, Madonna llevó un vestido de noche en color blanco y negro diseñado por Chanel. Estuvo acompañada de su entonces esposo, Guy Ritchie y la actriz Sharon Stone. Durante su presentación en Cannes, la artista agregó: «Es una película que quería mostrar al mundo. Es una increíble oportunidad poder mostrar esta cinta en Cannes». Según la revista de moda Vogue, Madonna impactó por su estilismo y arrasó frente al esperado estreno de la película Che dirigida por Steven Soderbergh.
También fue presentado el 2 de agosto de 2008 en el Traverse City Film Festival. El 1 de diciembre de 2008, se transmitió por Sundance Channel de los Estados Unidos por motivo del día mundial de la lucha contra el Sida. Finalmente, I Am Because We Are se estrenó en YouTube y Hulu en marzo del 2009.

### Libro
En 2009, se puso a la venta un libro con 180 páginas, entre ellas 44 fotografías tomadas durante la visita de Madonna al país, así como los fotogramas del video que fue lanzado en enero de 2009. Las ventas del libro estuvieron destinadas para la organización de Raising Malawi.
- Lanzamiento: enero de 2009
- Fotógrafos: Kristen Ashburn, (y Madonna en el prefacio)
- Casa editorial: PowerHouse
- Precio: 49.95$
- ISBN 978-1-57687-482-0

## Recepción

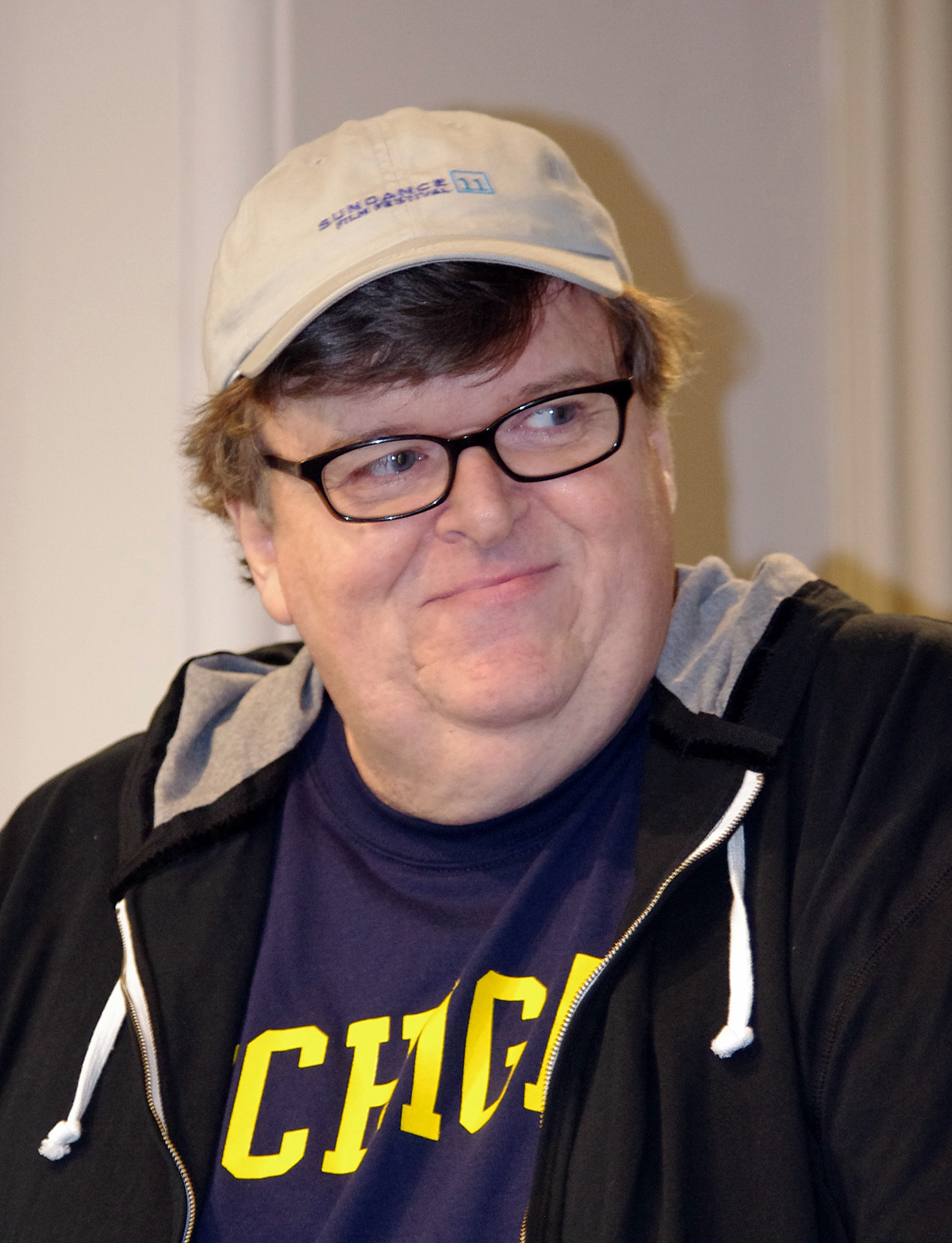
El cineasta documentalista Michael Moore elogió el cortometraje.

Tras su estreno, I Am Because We Are recibió críticas generalmente positivas por parte de los medios. La presentadora estadounidense Rosie O'Donnell describió la historia como «devastadora e increíble». Rosamund Witcher del periódico británico The Times le dio una calificación de 4 estrellas sobre 5 y escribió: «Este material rico hace [que sea] una película completamente absorbente. Ciertas escenas, como las mujeres y los niños muriendo literalmente de Sida frente a las cámaras, crearon jadeos a una audiencia sorprendida en la sala de proyección en Cannes. Es imposible apartar los ojos de la pantalla. No es que la película retrata a la gente de Malaui como víctimas inocentes de circunstancias fuera de su control. Juntos [Rissman y Madonna] han hecho una película impactante».
Mark Brown en un artículo para el diario británico The Guardian comentó: «La Madonna documentalista llegó, vio y conquistó el mayor festival de cine en el mundo [el de Tribeca] ayer con una poderosa polémica sobre los efectos de la enfermedad y pobreza en Malaui. "La reina de la reinvención" presentó su película I Am Because We Are que escribió y produjo con gran éxito. Junto a ella, estaba su antiguo jardinero Nathan Rissman quién dirigió la cinta». Michael Moore fundador del Traverse City Film Festival dijo al respecto: «Vi la película hace un mes y estaba tan profundamente conmovido de una manera que rara vez sucede con las películas en estos días. Le pregunté inmediatamente si vendría a nuestro festival y ella dijo, "sí". La conozco desde hace años y es verdaderamente una de las personas más caritativas y generosas que he conocido. Su presencia en el Traverse City tendrá un profundo impacto en las personas», recalcó Moore. Además, I Am Because We Are ganó el premio VH1 Do Something en la categoría Docu Style de 2010, otorgado por VH1.